# Institut Max-Planck de recherche médicale
L'Institut Max Planck de recherche médicale (en allemand : Max-Planck-Institut für medizinische Forschung) est un centre de recherche situé à Heidelberg, dans le Land de Bade-Wurtemberg, en Allemagne. Créé en 1930 par Ludolf von Krehl dans le cadre de la Société Kaiser-Wilhelm, il a rejoint la société Max-Planck en 1948.